# Бирюков, Виктор Степанович
Ви́ктор Степа́нович Бирюко́в (род. 4 февраля 1962, поселок птицесовхоза «Сараст», Атяшевский район Мордовской АССР) — российский предприниматель и политик, создатель группы компаний «Талина», депутат Государственного собрания Республики Мордовии 3-го и 4-го созывов, член Правления РСПП.

## Биография

### Происхождение
Отец — заместитель директора птицесовхоза «Сараст» Степан Петрович Бирюков (1920—1990). Мать — птичница Татьяна Михайловна Бирюкова, урожденная Бакланова (1924—2005). Виктор — младший из троих их сыновей. Старший брат Юрий (1944—2003) был председателем колхоза им. Коминтерна (Атяшевский район Мордовии), средний брат Валентин (1946—2009) — профессиональный водитель.
В 1964 семья переехала из «Сараста» в соседний рабочий поселок Атяшево. Отец стал экспедитором в колхозе, а мать — продавщицей в системе райпотребкооперации, где трудились её сестры. В 1969 Виктор поступил в Поселковскую среднюю школу № 1 (Атяшево).

### Карьера
Впервые заработал деньги в первом классе за прополку саженцев в лесничестве. Позднее сколачивал ящики для картофеля, разгружал вагоны, работал грузчиком в сельпо.
По окончании в 1979 средней школы поступил на экономический факультет Саранского филиала Московского института потребительской кооперации.
После получения в 1983 диплома приступил к работе экономистом в Атяшевской райпотребкооперации. Вскоре назначен директором розничного торгового предприятия (РТП) в селе Паранеи Атяшевского района.
В 1983—1985 служил танкистом в Забайкальском военном округе. После демобилизации назначен директором Атяшевской межрайбазы. С 1994 — управляющий Атяшевского отделения Сбербанка России. Затем возглавил Атяшевский расчетно-кассовый центр Национального банка РМ.
В 1998 назначен заместителем начальника Головного расчетно-кассового центра Национального Банка РМ.
В том же году назначен директором ГП "Атяшевский мясокомбинат".
В 2001 после финансового оздоровления и реконструкции комбината назначен заместителем министра сельского хозяйства и продовольствия РМ.
По мере роста курса рубля и повышения цен на ГСМ Атяшевский МПК вновь оказался в тяжелом экономическом положении. Уйдя в 2003 с поста заместителя министра, В. С. Бирюков приступил к повышению рентабельности предприятия путём создания агропромышленного холдинга по принципу «от поля до прилавка» — с собственной сырьевой базой и системой дистрибуции.
С этой целью в том же году основал и возглавил группу компаний «Талина», совместив должности председателя Совета директоров и генерального директора. Название в честь матери: с раннего детства за Т. М. Баклановой закрепилось прозвище Талина (Талинка-Малинка).
В 2007 после реструктуризации управления В. С. Бирюков стал президентом холдинга «Талина». Владеет 99 % акций управляющей компании ЗАО «Талина»; еще 1 % акций принадлежит вице-президенту холдинга Владиславу Валентиновичу Бирюкову (племянник).
Кандидат философских наук, тема диссертации – «Глобализация в контексте социально-философского дискурса» (2011).
Женат, трое детей.

## Общественно-политическая деятельность
С 2005 — член Совета директоров Российского союза производителей свинины (Россвинопром).
C 2006 — президент Ассоциации производителей свинины РМ.
В 2005 и 2007 избирался в Государственное собрание Республики Мордовия соответственно 3-го и 4-го созывов по одномандатному Ардатовско-Большеигнатовскому избирательному округу № 1.
В 2007 избран в Центральный совет Российского аграрного движения Архивная копия от 21 июня 2009 на Wayback Machine.
В 2010 избран в Правление РСПП.
Инициировал серию круглых столов о российской экономике, которые проводил сначала совместно с Вольным экономическим обществом России и журналом Наша власть: дела и лица, а позже — с РСПП и РИА «Новый регион». С докладами выступили: 9 декабря 2009 — В. В. Ивантер, 10 февраля 2010 — Р. С. Гринберг, 13 апреля 2010 — Е. Ш. Гонтмахер, 23 июня 2010 — С. Г. Кара-Мурза, 22 сентября 2010 — А. А. Аузан, 30 ноября 2010 – Г. М. Дерлугьян, 8 февраля 2011 — С. М. Гуриев, 28 апреля 2011 — Э. А. Паин, 8 июня 2011 — С. А. Белковский, марта 2015 — В. С. Бирюков. Стенограммы круглых столов публикуются на официальном сайте В. С. Бирюкова в разделе «Стратегия».
Экономическое будущее России в условиях начавшегося в 2007 глобального продовольственного кризиса связывает с развитием агропрома и призывает к превращению страны в крупного экспортёра не зерна (сырьевого продукта наподобие нефти), но мяса –– продукта глубокой переработки зерна с высокой добавленной стоимостью,.
Считает, что «точками роста» современного АПК становятся не деревни или хутора с их отсутствием удобств и «кустарным», малопродуктивным, изнурительным трудом, но райцентры, из благоустроенных квартир которых работники агрохолдингов добираются до полей и ферм на личных автомобилях за 10––20 мин. Соответственно, предлагает властям не тратить средства на искусственное продление существования малокомплектных сельских школ, а жителям малолюдных сел –– перебираться в райцентры.
В отличие от многих экономистов, В. С. Бирюков не считает малый бизнес локомотивом, который обеспечивает существенный рост народного хозяйства. Перечисляет системные ограничения для малого бизнеса: это вспомогательная среда «вокруг» бизнеса среднего и крупного, но не самостоятельный игрок; дальнейшее развитие малого бизнеса в России требует реиндустриализации, возрождения обрабатывающей промышленности; абсолютное большинство людей независимо от страны и национальности вообще не имеет способностей к бизнесу; малый бизнес полезен для заполнения точно определенных рыночных ниш, но не может успешно функционировать во всякой отрасли; мелким предпринимателям следует решать узкие задачи корпораций посредством кооперации с ними.
Профилактику экономических кризисов и исчерпания полезных ископаемых видит как в законодательном ограничении избыточного потребления,, так и в борьбе с сознательным сокращением производителями срока службы товаров («предумышленным изнашиванием»). Что касается продовольственного кризиса, то одним из эффективных средств противостояния ему Бирюков считает борьбу мирового сообщества с опустыниванием в Азии и особенно в Африке, приводящим к быстрому сокращению сельхозугодий,.
Для укрепления доверия между производителями и потребителями продуктов питания развивает «агропромышленный» туризм, т.е. экскурсии на предприятия пищевой промышленности.
Увлекается историей: проследил своё происхождение по одной из ветвей до Смутного времени; доказывает, что название «Атяшево» восходит к Аттиле, а соседней деревни Батушево — к Батыю. Утверждает, что большинство казаков были старообрядцами, то есть духовно противостояли самодержавию, которое защищали. Происхождение казачества возводит к монгольскому завоеванию, когда покоренные народы платили дань в том числе и «живой десятиной»: ежегодно монголы забирали десятую часть населения, из которого формировали легкую кавалерию для охраны границ и путей сообщения, — будущие казачьи войска.
С конца 2011 у В. С. Бирюкова сложился творческий тандем с А. М. Черницким. Совместно ими опубликованы десятки текстов по темам политологии,,,, геополитики,,,,  психологии,,, воспитания,,,,,, футурологии, рекламы и др.
Также изданы книги В. С. Бирюкова для родителей:
- - Как воспитывать ребенка до детского сада. От 0 до 3 / В соавторстве с А. М. Черницким. — Москва: ЭКСМО, 2013. — 224 с. — (Советы опытных отцов). — ISBN 978-5-699-59793-2.
  - Детский сад и подготовка к школе. От 3 до 6 / В соавторстве с А. М. Черницким. — Москва: ЭКСМО, 2013. — 192 с. — (Советы опытных отцов). — ISBN 978-5-699-60687-0.
  - Ребенок пошел в школу: чего ждать, что делать, чем помочь. От 7 до 10 / В соавторстве с А. М. Черницким. — Москва: ЭКСМО, 2013. — 224 с. — (Советы опытных отцов). — ISBN 978-5-699-66300-2.
  - Как учиться легко. Советы родителям детей от 7 до 10 лет / В соавторстве с А. М. Черницким. — Москва: ЭКСМО, 2014. — 224 с. — (Учебник для сознательных родителей). — ISBN 978-5-699-74420-6.

В 2024 году был доверенным лицом кандидата в президенты России Владимира Путина.

## Государственные награды
Ордена Славы Республики Мордовия III и II степеней (2006, 2013), медаль ордена «За заслуги перед Отечеством» II степени (2009),.
Удостаивался Государственных премий РМ за «наивысшие достижения в сельскохозяйственном производстве».